# Naturistenterrein
Een naturistenterrein, door tegenstanders ook wel een naaktloperskolonie genoemd, is een gebied, meestal een kampeerterrein, dat speciaal bedoeld is voor naturisten. Het verschil met een reguliere camping - of zoals men in naturistenkringen wel noemt een textielterrein - is dat er geen kleding wordt gedragen. Het naturistenterrein kenmerkt zich doordat de gasten doorgaans ook de leden zijn van de vereniging die het onderhouden. Men laat geen niet-leden toe. Een aantal terreinen zijn verenigd bij Zon en Leven, bij Athena of zijn lid van een Lichtbond. Eveneens zijn er zelfstandige verenigingsterreinen.
Er zijn ook naturistencampings die voor iedereen toegankelijk zijn. Deze campings worden commercieel geëxploiteerd. Vaak wordt daar de “naturistische filosofie” - zoals deze midden jaren 1970 is opgesteld - minder in acht genomen en gaat het de bezoeker vooral om de mogelijkheid om te kunnen naaktrecreëren.

## Bloot

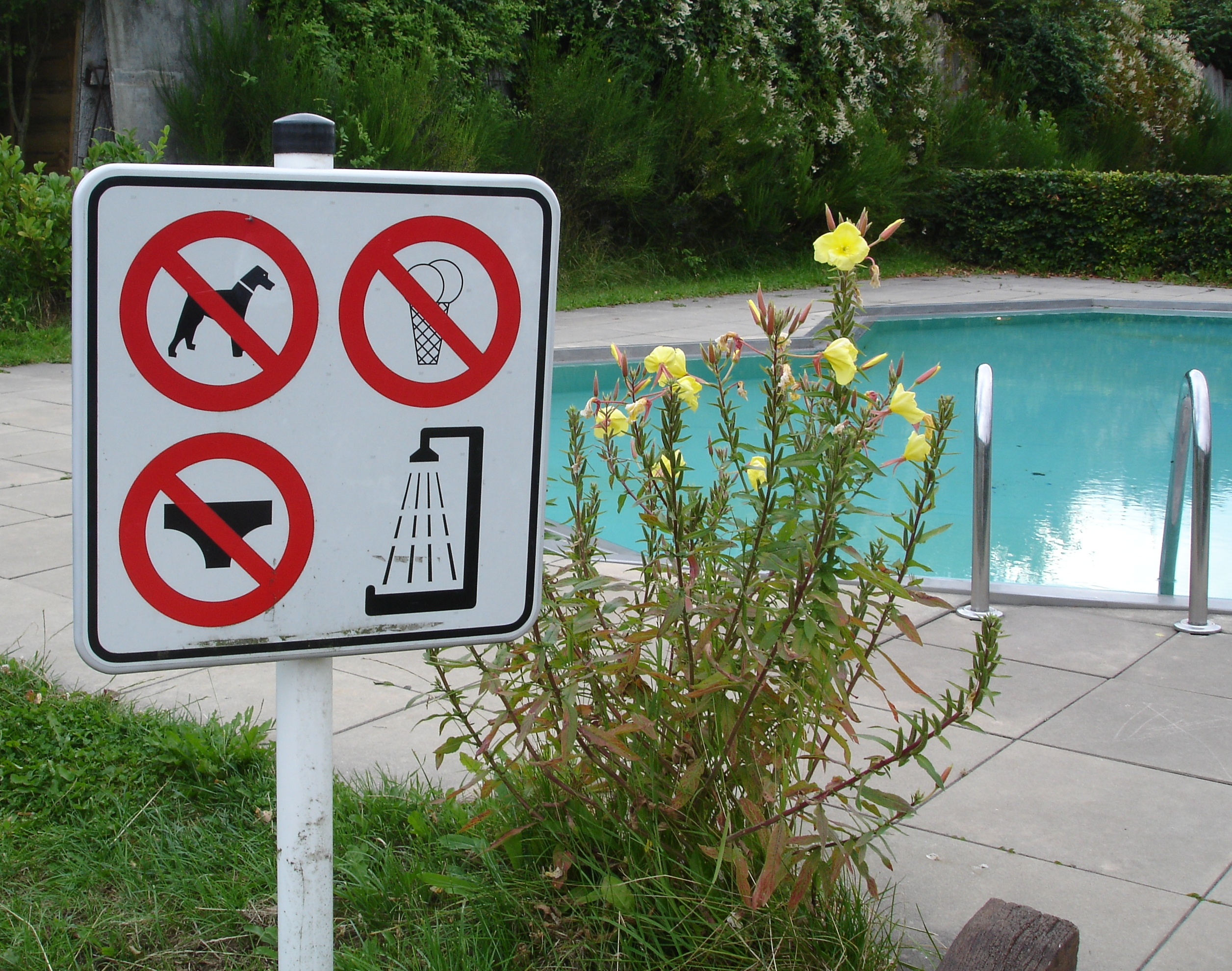
Zwembad op een naturistenterrein.

Er bestaan veel misverstanden over de gang van zaken op een naturistenterrein, bijvoorbeeld:
1. Elk draadje textiel is ten strengste verboden.
2. Bezoekers moeten bij de ingang hun kleren inleveren.
3. De naturisten zoeken snel een schuilplaats als ze een indringer met kleren zien.

Alleen het eerste is, volgens de geschreven voorschriften, juist, maar daar wordt in de praktijk niet de hand aan gehouden. 
Het is verder heel gewoon dat er personen op het terrein zijn die geen naturisten zijn, zoals schoonmakers, leveranciers en klusjeslieden. Dat geldt vooral voor commerciële terreinen. Van hen wordt enkel verlangd dat ze geen bezwaar maken tegen de aanblik van bloot.
In werkelijkheid is er eigenlijk maar een plaats waar kleding verboden is, namelijk in het (altijd wel aanwezige) zwemwater, maar ook hier staat men toe dat de kleintjes een zwemluier of een zwemvestje dragen. Zwemkleding wordt in een naturistische context als compleet nutteloos gezien.
Verder hoeft niemand kou te lijden, dus als het weer niet meewerkt blijven de kleren aan. Er zijn echter doorgewinterde naturisten die ook bij lage temperaturen graag bloot zijn. Wordt het warm, dan zullen de bezoekers ervoor kiezen voor een groot deel van de dag bloot te zijn en dat wordt ook op prijs gesteld. Men ziet echter ook veel luchtige omslagdoeken (zoals pareo's). Bij matige temperaturen (of om verbranding te vermijden) wordt door sommigen kleutertenue gedragen - dat is alleen een shirt. 
Sommige naturisten maken bezwaar tegen degenen die altijd aangekleed zijn, anderen kan het niet schelen. Algemeen is men van mening dat een naturistenterrein niet toegankelijk is voor degenen die zich ergeren aan de aanblik van bloot en voor degenen die er een opwindend genoegen aan beleven. En verder wordt in de regel van alle bezoekers verlangd dat ze bereid zijn zich bloot te geven. Op veel terreinen, vooral commerciële terreinen, komen echter ook beroepsmatige bezoekers, zoals klusjeslieden, restaurantpersoneel en winkeliers, en die zijn lang niet altijd naturist.
Er zijn dus twee verschillen aan te wijzen tussen de kleding op een naturistenterrein en een textielterrein:
1. Zwemkleding wordt nooit gedragen. Wie zwemt is altijd bloot.
2. Bezoekers van textielterreinen dragen veelal vrijetijdskleding als ze niet zwemmen, maar bezoekers van een naturistenterrein zijn ook dan meestal bloot.

Naturisten spreken liever van 'bloot' dan van 'naakt', omdat het laatste woord uitdrukt dat men iets mist.

## Inrichting
De inrichting van een naturistenterrein verschilt niet zo veel van een textielterrein. In plaats van aparte douchehokjes is er een grote doucheruimte, voor beide geslachten samen. Toiletten zijn meestal wel in afgescheiden hokjes.

## Omheining
Een naturistenterrein is meestal niet of nauwelijks zichtbaar vanaf drukke wegen. Het is echter lang niet altijd zo dat een bezoeker door een strenge toegangscontrole moet gaan via een ondoorzichtige omheining. Er zijn verschillende mogelijkheden:
- Het terrein heeft een ondoorzichtige omheining en bezoekers moeten een pasje gebruiken (of aanbellen) om de poort te openen. Dit is vaak het geval bij verenigingsterreinen. Soms hoeft de poort alleen voor auto's geopend te worden en kunnen voetgangers vrij naar binnen lopen.
- Het terrein ligt aan het einde van een toegangsweg en heeft geen omheining.
- Sommige naturistenterreinen zijn eigenlijk vakantiedorpen. Ze hebben huizen die particulier eigendom zijn of die verhuurd worden, en er zijn permanente bewoners. Deze dorpen hebben geen omheining.

## Confrontaties
Het komt weleens voor dat mensen nietsvermoedend bij een naturistenterrein komen. Bijvoorbeeld:
- Er loopt een bospad, of zelfs een gemarkeerde wandelroute, over het terrein.
- Er worden kanotochten georganiseerd over een rivier die langs een naturistenterrein leidt.
- Een vakantieganger volgt de bordjes Camping zonder te letten op het onderschrift naturiste.

Niet altijd is de bezoeker gediend van wat hij aantreft, maar de meeste naturisten zijn van mening dat dat het probleem is van de bezoeker.